# Fodina kosemponis
Fodina kosemponis är en fjärilsart som beskrevs av Embrik Strand 1914. Fodina kosemponis ingår i släktet Fodina och familjen nattflyn. Inga underarter finns listade i Catalogue of Life.